# Til Schweiger
Tilman Valentin Schweiger (født 19. december 1963 i Freiburg im Breisgau, Baden-Württemberg, Tyskland) er en tysk skuespiller, instruktør og filmproducent.
Schweiger debuterede i Das Erstes serie Lindenstraße i 1989 og har siden medvirket i en lang række af de mest succesfulde tyske filmproduktioner i 1990'erne og 2000'erne.

## Udvalgt filmografi
- Lara Croft Tomb Raider: The Cradle of Life (Sean, 2003)
- Knockin' on Heaven's Door (Martin Brest, 1997)
- Den følsomme mand / Der bewegte Mann (1994)